# فئات كبيرة من العملة الأمريكية
تداولت فئات كبيرة من العملة الأمريكية التي تزيد عن 100 دولار أمريكي بواسطة وزارة الخزانة الأمريكية حتى عام 1969. ومنذ ذلك الحين، صدرت أوراق نقدية من الدولار الأمريكي في سبع فئات: 1 دولار، 2 دولار، 5 دولارات، 10 دولارات، 20 دولارًا، 50 دولارًا، و 100 دولار.

## نظرة عامة والتاريخ
تُستخدم العملة ذات الفئات الكبيرة (أي الأوراق النقدية بقيمة اسمية 500 دولار أمريكي أو أعلى) في الولايات المتحدة منذ أواخر القرن 18. أصدرت ولاية كارولينا الشمالية أول ورقة نقدية 500 دولار أمريكي، بموجب تشريع مؤرخ 10 مايو 1780. وسرعان ما حذت ولاية فرجينيا حذوها وأذنت بطباعة أوراق نقدية 500 دولار أمريكي و 1٬000 دولار أمريكي في 16 أكتوبر 1780، وأوراق نقدية 2٬000 دولار أمريكي في 7 مايو 1781. صدرت أوراق نقدية من فئة الخزانة عالية القيمة؛ على سبيل المثال، أثناء حرب عام 1812 (أوراق نقدية بقيمة 1000 دولار مُصرح بها بموجب قانون مؤرخ 30 يونيو 1812). وخلال الحرب الأهلية الأمريكية، تضمنت العملة الكونفدرالية أوراق نقدية 500 دولار أمريكي و 1٬000 دولار أمريكي. تضمنت أقدم الأوراق النقدية الفيدرالية (1861) أوراقًا نقدية من فئات عالية مثل الأوراق النقدية ذات الفائدة لمدة ثلاث سنوات بقيمة 500 دولار أمريكي و 1٬000 دولار أمريكي و 5٬000 دولار أمريكي، التي أقرها الكونغرس في 17 يوليو 1861. وفي المجمل، صدر 11 نوعًا مختلفًا من العملة الأمريكية في أوراق نقدية من فئات عالية عبر ما يقرب من 20 سلسلة مختلفة من التواريخ. تصور التصميمات الأمامية للأوراق النقدية الأمريكية عمومًا إما شخصيات تاريخية أو شخصيات مجازية ترمز إلى مفاهيم مهمة (مثل الحرية والعدالة) أو كليهما. تتراوح التصميمات الخلفية من أعمال اللفائف المجردة مع معرفات الفئة المزخرفة إلى نسخ من الأعمال الفنية التاريخية.

## الاستخدام العام مقابل الاستخدام المؤسسي
صدرت شهادات الذهب من سلسلة 1934 (100 دولار، 500 دولار أمريكي، 1٬000 دولار أمريكي، 10٬000 دولار أمريكي، و 100٬000 دولار أمريكي) بعد إلغاء معيار الذهب ومصادرة الذهب إجباريًا بأمر من الرئيس فرانكلين روزفلت في 9 مارس 1933 (انظر الأمر التنفيذي للولايات المتحدة رقم 6102). وبالتالي، استُخدمت أوراق النقد من سلسلة 1934 فقط في المعاملات داخل الحكومة (أي بنك الاحتياطي الفيدرالي) ولم تُصدر للجمهور. توقف إنتاج هذه السلسلة في عام 1940. طُبع ظهر شهادة الذهب من سلسلة 1928 باللونين الأسود والأخضر (انظر تاريخ الدولار الأمريكي).

## التقاعد السلبي
على الرغم من أنها لا تزال عملة قانونية في الولايات المتحدة، فقد طُبعت الأوراق النقدية ذات الفئات العالية آخر مرة في 27 ديسمبر 1945، وأوقفها الاحتياطي الفيدرالي رسميًا في 14 يوليو 1969 بسبب "قلة الاستخدام". وكانت الأوراق النقدية ذات الإنتاج الأقل من فئة 5٬000 دولار أمريكي و 10٬000 دولار أمريكي قد اختفت فعليًا قبل ذلك بكثير.
بدءًا من يوليو 1969، بدأ بنك الاحتياطي الفيدرالي في إزالة العملات ذات الفئات العالية من التداول وتدمير أي أوراق نقدية كبيرة أعادتها البنوك. اعتبارًا من 30 مايو 2009، لم يُعرف سوى 336 ورقة نقدية 10٬000 دولار أمريكي، بالإضافة إلى 342 ورقة نقدية 5٬000 دولار أمريكي، و165372 ورقة نقدية 1٬000 دولار أمريكي وأقل من 75000 ورقة نقدية 500 دولار أمريكي (من أكثر من 900,000 ورقة مطبوعة). ونظرًا لندرتها، يدفع هواة جمع العملات أكثر بكثير من القيمة الاسمية للأوراق النقدية للحصول عليها، وبعضها موجود في المتاحف.
استُخدمت هذه الأوراق النقدية ذات الفئات الأكبر بشكل رئيسي من قِبل البنوك والحكومة الفيدرالية في المعاملات المالية الكبيرة، وكان هذا صحيحًا بشكل خاص بالنسبة لشهادات الذهب من عام 1865 إلى عام 1934. أدى إدخال أنظمة النقود الإلكترونية إلى جعل المعاملات النقدية واسعة النطاق عتيقة في الغالب، كما تسببت المخاوف بشأن التزوير واستخدام النقود في أنشطة غير قانونية مثل الاتجار بالمخدرات وغسيل الأموال في عدم قيام الحكومة الأمريكية بإعادة إصدار أي عملة ذات فئات كبيرة.
وفقًا لموقع وزارة الخزانة الأمريكية الإلكتروني، "الفئات النقدية المتداولة حاليًا هي 1 دولار أمريكي، 2 دولار أمريكي، 5 دولار أمريكي، 10 دولار أمريكي، 20 دولار أمريكي، 50 دولار أمريكي، و100 دولار أمريكي. يهدف نظام العملة الأمريكي إلى تلبية احتياجات الجمهور، وتُلبي الفئات هذا الهدف. لا وزارة الخزانة ولا الاحتياطي الفيدرالي لديهما أي خطط لتغيير الفئات النقدية المستخدمة حاليًا." ومع ذلك، في عام 2025، قُدم مشروع قانون إلى الكونغرس لإصدار ورقة نقدية من فئة 250 دولارًا.

## بيانات إصدار الأوراق النقدية ذات الفئات العالية
| أبر       | النوع                             | الحجم[ملحوظة 3] | تواريخ السلسلة       | تاريخ سلسلة فئة عالية              | تاريخ سلسلة فئة عالية         | تاريخ سلسلة فئة عالية | تاريخ سلسلة فئة عالية         | تاريخ سلسلة فئة عالية | التعليقات  |
| أبر       | النوع                             | الحجم[ملحوظة 3] | تواريخ السلسلة       | 500 دولار أمريكي                   | 1٬000 دولار أمريكي            | 5٬000 دولار أمريكي    | 10٬000 دولار أمريكي           | 100٬000 دولار أمريكي  | التعليقات  |
| --------- | --------------------------------- | --------------- | -------------------- | ---------------------------------- | ----------------------------- | --------------------- | ----------------------------- | --------------------- | ---------- |
| اللفتنانت | المناقصة القانونية                | كبير            | 1862–1923            | 1862 1863 1869 1874 1875 1878 1880 | 1862 1863 1869 1878 1880      | 1878                  | 1878                          | –                     | [ملحوظة 4] |
| سيتن      | سندات الخزينة ذات الفائدة المركبة | استثناء         | 1863–1864            | 1863 1864                          | 1864                          | –                     | –                             | –                     |            |
| ابن       | ملاحظة تحمل الفائدة               | استثناء         | 1861–1865            | 1861 1863 1864 1865                | 1861 1863 1864 1865           | 1861 1863 1864 1865   | –                             | –                     | [ملحوظة 5] |
| الشوري    | الشهادة الفضية                    | كبير            | 1878–1923            | 1878 1880                          | 1878 1880 1891                | –                     | –                             | –                     |            |
| تينيسي    | مذكرة الخزانة                     | كبير            | 1890–1891            | 1891[ملحوظة 6]                     | 1890 1891                     | –                     | –                             | –                     |            |
| نبن       | مذكرة البنك الوطني                | كبير            | 1865–1875            | 1865 1875                          | 1865 1875                     | –                     | –                             | –                     |            |
| فرنانديز  | مذكرة الاحتياطي الفيدرالي         | كبير            | 1914–1918            | 1918                               | 1918                          | 1918                  | 1918                          | –                     |            |
| نغبن      | مذكرة بنك الذهب الوطني            | كبير            | 1870–1883            | 1870[ملحوظة 7]                     | –[ملحوظة 8]                   | –                     | –                             | –                     | [ملحوظة 9] |
| غ         | الشهادة الذهبية                   | كبير[ملحوظة 10] | 1865–1922            | 1865 1870 1875 1882 1922           | 1865 1870 1875 1882 1907 1922 | 1865 1870 1882 1888   | 1865 1870 1875 1882 1888 1900 | –                     |            |
| فرنانديز  | مذكرة الاحتياطي الفيدرالي         | صغير            | 1928 حتى الآن        | 1928 1934                          | 1928 1934                     | 1928 1934             | 1928 1934                     | –                     |            |
| غ         | الشهادة الذهبية                   | صغير            | 1928–1934[ملحوظة 11] | 1928                               | 1928 1934                     | 1928                  | 1928 1934                     | 1934                  |            |

## جدول الأوراق النقدية
تحتوي المجموعة الوطنية للعملات في مؤسسة سميثسونيان على نسخ مصدقة من مكتب النقش والطباعة (BEP) ومجموعة وزارة الخزانة الأمريكية للعملات. باستخدام مزيج من النسخ المصدقة والأوراق النقدية الصادرة، جمعت مجموعة شبه كاملة من العملات ذات الفئات العالية. ومن اللافت للنظر غياب عدة أنواع من الأوراق النقدية المركبة والأوراق النقدية ذات الفائدة. طُبعت الأوراق النقدية ذات الفئات العالية خلال الفترة من أوائل إلى منتصف 1860 على ورق رقيق للغاية، وهي شبه معدومة. يسبق إصدارها (1861-1865) مسؤولية مكتب النقش والطباعة عن العملة الأمريكية (1870)، لذا لا توجد نسخ مصدقة منها في الأرشيفات الحالية إلا نادرًا.
| الفئة | النوع | السلسلة    | رقم فريدبيرغ  | الصورة | الشخصية / النقش                                                                        | الملاحظات                                            |
| ----- | ----- | ---------- | ------------- | ------ | -------------------------------------------------------------------------------------- | ---------------------------------------------------- |
| $500  | LT    | 1862–1863  | Fr.183c       |        | ألبرت غالاتين                                                                          | 4 معروفة (variety)، 7 معروفة (type)                  |
| $500  | LT    | 1869       | Fr.184        |        | جون كوينسي آدامز (Charles Burt) – Justice (Stephen A. Schoff)                          | 4 معروفة (واحدة فقط في القطاع الخاص)                 |
| $500  | LT    | 1874–1878  | Fr.185b       |        | جوزيف ك. مانسفيلد (Charles Burt) – Victory (Charles Burt)                              |                                                      |
| $500  | LT    | 1880       | Fr.185l       |        | Joseph K. Mansfield (Charles Burt) – Victory (Charles Burt)                            | 5 معروفة (variety) – 4 منها في متاحف ومجموعات مؤسسية |
| $500  | CITN  | 1864       | Fr.194a Proof |        | Standard Bearer (George D. Baldwin) – New Ironsides (James Smillie)                    | غير معروف العدد                                      |
| $500  | SC    | 1878       | Fr.345a       |        | تشارلز سومنر (Charles Burt)                                                            | ورقة فريدة (variety وtype)                           |
| $500  | SC    | 1880       | Fr.345c       |        | Charles Sumner (Charles Burt)                                                          | 5 معروفة (variety)، 7 معروفة (type)                  |
| $500  | TN    | 1891       | Fr.379 Proof  |        | ويليام شيرمان                                                                          | لم تُصَدَّر أي ورقة                                      |
| $500  | NBN   | 1865–1875  | Fr.464        |        | المشاهد: Civilization, Sirius arriving in New York, Surrender of General Burgoyne      | 2 معروفة (variety)، 3 معروفة (type)                  |
| $500  | FRN   | 1918       | Fr.1132d      |        | جون مارشال (Charles Schlecht) – de Soto discovering the Mississippi (Frederick Girsch) |                                                      |
| $500  | GC    | 1863 Proof | Fr.1166d      |        | Eagle with shield (Charles Skinner)                                                    | العدد غير معروف                                      |
| $500  | GC    | 1870–1875  | Fr.1166i      |        | أبراهام لينكون (Charles Burt)                                                          | فريدة                                                |
| $500  | GC    | 1882–1922  | Fr.1216a      |        | Abraham Lincoln (Charles Burt)                                                         |                                                      |

### الحواشي التوضيحية
1. ↑  One hundred 10٬000 دولار أمريكي bills were on display for many years by بيني بنيون at Binion's Horseshoe casino in Las Vegas, Nevada, where they were encased in acrylic. The display has since been dismantled and the bills sold to private collectors.
2. ↑  الجدول مُرتّب حسب الفئة ثم حسب رقم فريدبيرغ.
3. ↑  عندما تكون المعطيات متوفرة، يُذكر اسم النقّاش بين قوسين. الفرز يعتمد على الشخصية المعروضة.
4. ↑  "Variety" هو رقم فريدبيرغ أو مجموعة التوقيعات والختم، و"type" تمثل جميع الأنواع المعروفة لتصميم الفئة.

### الاستشهادات
1. ↑  Friedberg & Friedberg, 2013, pp. 232–35.
2. ↑  Friedberg & Friedberg, 2013, p. 22.
3. ↑  Newman, 2008, p. 326.
4. ↑  Newman, 2008, p. 454.
5. ↑  Newman, 2008, p. 455.
6. ↑  Friedberg & Friedberg, 2013, p. 32.
7. ↑  Fricke, 2014, p. 122 & 124.
8. ↑  United States Congress. Act of July, 17 1861 Chapter V. Washington D.C.: 1861 نسخة محفوظة 2023-11-05 على موقع واي باك مشين.
9. ↑  "CHAPTER 3000: CUSTODY OF GOLD CERTIFICATES, SERIES OF 1934". US Treasury. مؤرشف من الأصل في 2019-12-28. اطلع عليه بتاريخ 2018-10-21.
10. ↑  "Large denominations". Bureau of Engraving and Printing/Treasury Website. مؤرشف من الأصل في يونيو 25, 2014. اطلع عليه بتاريخ يونيو 20, 2014. {{استشهاد بدورية محكمة}}: الاستشهاد بدورية محكمة يطلب |دورية محكمة= (مساعدة)
11. ↑  Joanne C. Dauer؛ Edward A. Dauer (2002). American History as Seen Through Currency: A Pictorial History of United States Currency as Seen Throughout Important Historical Events. Heritage Capital Corporation. ص. 51. ISBN:9780972846608. مؤرشف من الأصل في 2022-04-16.
12. ↑  Joanne C. Dauer؛ Edward A. Dauer (2002). American History as Seen Through Currency: A Pictorial History of United States Currency as Seen Throughout Important Historical Events. Heritage Capital Corporation. ص. 51. ISBN:9780972846608. مؤرشف من الأصل في 2022-04-16.Joanne C. Dauer; Edward A. Dauer (2002). American History as Seen Through Currency: A Pictorial History of United States Currency as Seen Throughout Important Historical Events. Heritage Capital Corporation. p. 51. ISBN 9780972846608.
13. ↑  Palmer، Brian (24 يوليو 2009). "Somebody Call Officer Crumb!: How much cash can a corrupt politician cram into a cereal box?". Slate. مؤرشف من الأصل في 2011-09-07. اطلع عليه بتاريخ 2012-07-24. As to "cereal boxes" as a repository for ill-gotten bribes, compare "Little Tin Box" in the musical Fiorello!.
14. ↑  https://www.fool.com/investing/general/2015/06/11/how-much-is-a-500-bill-worth.aspx [وصلة عارية] نسخة محفوظة 2025-05-31 على موقع واي باك مشين.
15. ↑  "our Treasury – FAQs: Denominations of Currency". مؤرشف من الأصل في 2022-03-24. اطلع عليه بتاريخ 2021-11-29.
16. ↑  "Bill calls for $250 note to be issued with Trump portrait", Coin World, March 11, 2025, accessed May 19, 2025 نسخة محفوظة 2025-05-22 على موقع واي باك مشين.
17. ↑  Friedberg & Friedberg, 2013, p. 54.
18. ↑  Friedberg & Friedberg, 2013, p. 55.
19. ↑  Friedberg & Friedberg, 2013, p. 61.
20. 1 2  Friedberg & Friedberg, 2013, p. 89.
21. ↑  Friedberg & Friedberg, 2013, p. 97.
22. ↑  Friedberg & Friedberg, 2013, p. 109.
23. 1 2  Friedberg & Friedberg, 2013, p. 165.

### الببليوغرافيا العامة
- Fricke، Pierre (2014). Collecting Confederate Paper Money. Pierre Fricke. ISBN:978-0-9844534-9-8.
- Friedberg، Arthur L.؛ Friedberg، Ira S. (2013). Paper Money of the United States: A Complete Illustrated Guide With Valuations (ط. 20th). Coin & Currency Institute. ISBN:978-0-87184-520-7. مؤرشف من الأصل في 2022-09-30. اطلع عليه بتاريخ 2014-02-14.
- Hessler، Gene (1993). The Engraver's Line – An Encyclopedia of Paper Money & Postage Stamp Art. BNR Press. ISBN:0-931960-36-3.
- Hessler، Gene (2004). U.S. Essay, Proof and Specimen Notes (ط. 2). BNR Press. ISBN:0-931960-62-2.
- Huntoon، Peter W. (1995). United States Large Size National Bank Notes. Society of Paper Money Collectors, Inc. ISBN:0-9648774-1-4.
- Newman، Eric P. (2008). The Early Paper Money of America (ط. 5). Krause Publications. ISBN:978-0-89689-326-9.
- Schwartz، John؛ Lindquist، Scott (2011). Standard Guide to Small-Size U.S. Paper Money – 1928 to Date. Krause Publications. ISBN:978-1-4402-1703-6. اطلع عليه بتاريخ 2014-02-14.[وصلة مكسورة]

## روابط خارجية
- الفئات الكبيرة نسخة محفوظة April 15, 2022, على موقع واي باك مشين. من مكتب النقش والطباعة
- وزارة الخزانة الأمريكية